# Беатрис II (графиня Бигорра)
Беатрикс II (Béatrix II de Bigorre) (ум. после 7 февраля 1148) — графиня Бигора с 1129.
Родилась ок. 1110. Дочь (единственный ребёнок) графа Сантюля II и его жены Амабилии. Наследовала отцу между 1128 и 1130 годами.
В 1124/26 вышла замуж за виконта Пьера де Марсана (ум. 1163). Сын:
- Сантюль III (ум. 1178), граф Бигорра и виконт Марсана.

Вместе с мужем — основательница города Мон-де-Марсан (1141).
Прижизненно Беатрикс II последний раз упоминается в хартии от 7 февраля 1148 года, согласно которой она, её муж и сын дарят ордену тамплиеров одну из бигорских деревень.